# 圖巴省
8°16′N 7°41′W / 8.267°N 7.683°W

圖巴省（Touba Department），是科特迪瓦的省份，位於該國西部沃羅巴區，由巴芬區負責管轄，北面是科羅省，西面是瓦尼努省，成立於1969年，2014年該省份人口75,032。